# Robert Salerno
Robert „Bob“ Salerno (geb. 28. März 1972) ist ein US-amerikanischer Filmproduzent.

## Karriere
Salernos wohl bekanntester Film ist 21 Gramm, bei dem Alejandro González Iñárritu Regie führte. Schon 1995 unterschrieb Salerno einen Vertrag mit The Shooting Gallery, einer amerikanischen Filmfirma mit Sitz in New York City. Salerno lernte bei The Shooting Gallery den Schauspieler Billy Bob Thornton kennen, mit dem ihn bis heute eine tiefe Freundschaft verbindet. So produzierte Salerno Thorntons All die schönen Pferde und Daddy and them – Durchgeknallt in Arkansas.
2002 produzierte Salerno den Film Waking Up in Reno. Er produzierte außerdem Al Pacinos Independentfilm Chinese Coffee. 2006 war er Produzent bei Tom DiCillos Film Blitzlichtgewitter.
2007 konnte Salerno mit Chapter 27 – Die Ermordung des John Lennon einen Erfolg verbuchen, ebenso 2008 mit Winged Creatures.
2009 produzierte er Tom Fords Regiedebüt A Single Man. Die Geschichte über einen homosexuellen Literaturprofessor, der an einer Universität in Los Angeles unterrichtet und sich mit dem Tod seines Geliebten abfinden muss, erhielt zahlreiche Preise und wurde auch für den Oscar nominiert.
2010 folgte das Drama Twelve. Regie führt Joel Schumacher, die Hauptrolle spielte Chace Crawford.
2017 wurde er in die Academy of Motion Picture Arts and Sciences (AMPAS) aufgenommen, die alljährlich die Oscars vergibt.

## Filmografie (Auswahl)
- 1997: Unsere Liebe darf nicht sterben (Hudson River Blues)
- 2000: Chinese Coffee
- 2000: All die schönen Pferde (All the Pretty Horses)
- 2001: Daddy and them – Durchgeknallt in Arkansas (Daddy and them)
- 2002: Waking Up in Reno
- 2003: 21 Gramm (21 Grams)
- 2006: Blitzlichtgewitter (Delirious)
- 2007: Chapter 27 – Die Ermordung des John Lennon (Chapter 27)
- 2008: Winged Creatures
- 2009: A Single Man
- 2010: Twelve
- 2011: We Need to Talk About Kevin
- 2012: Arbitrage – Macht ist das beste Alibi (Arbitrage)
- 2016: Nocturnal Animals
- 2018: The Seagull – Eine unerhörte Liebe (The Seagull)
- 2018: Vox Lux
- 2020: I’m Thinking of Ending Things
- 2022: Smile – Siehst du es auch? (Smile)
- 2024: Smile 2 – Siehst du es auch? (Smile 2)